# Jaren Lewis
Jaren Michael Lewis (* 25. November 1996) ist ein US-amerikanischer Basketballspieler.

## Werdegang
Lewis spielte bis 2015 an der Lake Highland Preparatory School in Orlando (US-Bundesstaat Florida) und hernach von 2015 bis 2019 an der Abilene Christian University in der NCAA. Der Flügelspieler erzielte für die Hochschulmannschaft mit 1580 Punkten mehr als jeder andere zuvor während der Zugehörigkeit der Abilene Christian University zur ersten NCAA-Division. Auch seine 825 Rebounds waren der Bestwert.
Als Berufsbasketballspieler zog es Lewis zunächst zum deutschen Zweitligisten Wiha Panthers Schwenningen, für den er in der Saison 2019/20 in 28 Einsätzen im Durchschnitt 13 Punkte und 5,1 Rebounds erzielte sowie 2,2 Korbvorlagen verteilte und 2,1 Ballgewinne erzielte. Der US-Amerikaner ging nach Italien und stand 2020/21 beim Zweitligisten A.S.D. Latina Basket unter Vertrag. In 29 Ligaspielen kam er auf Mittelwerte von 13,1 Punkten und 8,3 Rebounds je Begegnung. Mit seinem Wechsel zum Bundesligisten Crailsheim Merlins kehrte er zur Spielzeit 2021/22 nach Deutschland zurück. Für Crailsheim erzielte Lewis während des Spieljahres 2021/22 in der Bundesliga einen Mittelwert von 13,1 und 2022/23 einen Mittelwert von 10,8 Punkten.
Im Sommer 2023 wurde er von den MHP Riesen Ludwigsburg (ebenfalls Bundesliga) unter Vertrag genommen. Lewis erreichte mit Ludwigsburg 2024 das Viertelfinale um die deutsche Meisterschaft, er brachte es im Laufe des Spieljahres 2023/24 in 40 Bundesliga-Einsätze auf durchschnittlich 9 Punkte je Begegnung. Danach trennten sich Lewis und die Ludwigsburger. Er setzte seine Laufbahn beim italienischen Zweitligisten Avellino Basket fort.